# Haliophasma curri
Haliophasma curri is een pissebed uit de familie Anthuridae. De wetenschappelijke naam van de soort is voor het eerst geldig gepubliceerd in 1971 door Paul & Menzies.